# 134 (tal)
134 är det naturliga talet som följer 133 och som följs av 135.

## Inom vetenskapen
- 134 Sophrosyne, en asteroid

## Inom matematiken
- 134 är ett jämnt tal
- 134 är ett semiprimtal